# Ivancea
Ivancea è un comune della Moldavia situato nel distretto di Orhei di 5.904 abitanti al censimento del 2004

## Località
Il comune è formato dall'insieme delle seguenti località (popolazione 2004):
- Ivancea (2.138 abitanti)
- Brăneşti(2.486 abitanti)
- Furceni (1.280 abitanti)